# Dinobryaceae
Famille
Les Dinobryaceae sont une famille d'algues de l'embranchement des Ochrophyta  de la classe des Chrysophyceae et de l'ordre des Chromulinales.

## Étymologie
Le nom vient du genre type Dinobryon, dérivé du grec δῖνος / dinos, « tournoiement », et de βρύον / brýon, mousse, littéralement « mousse tournoyante ».

## Liste des genres
Selon AlgaeBase (23 janvier 2022) :
- Arthrochrysis Pascher
- Arthropyxis Pascher
- Chrysoikos Willén
- Chrysolykos B.Mack
- Codonobotrys Pascher
- Codonodendron Pascher
- Dinobryon Ehrenberg
- Dinobryopsis Lemmermann
- Dinodendron F.Schütt
- Epipyxis Ehrenberg
- Hyalobryon Lauterborn
- Kephyriopsis Pascher & Ruttner
- Ollicola Vørs
- Poteriochroomonas Scherffel
- Poteriospumella Boenigk & Findenig
- Pseudokephyrion Pascher
- Sphaerobryon F.J.R.Taylor

L'espèce type est Dinobryon sertularia (d) Ehrenberg